# Ірен Аркос
Ірен Аркос (ісп. Irene Arcos; 25 липня, 1981, Мадрид, Іспанія) — іспанська акторка театру і кіно.

## Біографія
Ірен Аркос народилася 25 липня 1981 року у Мадриді. Закінчила Мадридський університет, а також вивчала акторську майстерність. Аркос грає у театрі, працює на телебаченні та бере участь у кінематографічних проектах. 

## Телебачення
- Причал (2019-2020)
- Візаві (2015-2016)

1. ↑  https://www.adorocinema.com/personalidades/personalidade-511478/